# 前田圭見
前田 圭見（まえだ たまみ、1968年〈昭和43年〉1月6日 - ）は、キャストKSBパートナーズ所属のアナウンサーで、元瀬戸内海放送アナウンサーである。旧姓：浮田（うきた）。

## 来歴
香川県高松市出身。奈良女子大学を卒業後に瀬戸内海放送に入社。
後に瀬戸内海放送を退社。結婚・出産し、1児の母となる。
2009年4月、同年3月30日放送分をもってリニューアルした『にこまるTV』の金曜担当MCとなり、10年ぶりにテレビに姿を現した。

## 担当番組
- 山本耕一のサタデー・アイ
- KSBステーションEYE[2]
- KSBザ・ビッグバン[4]
- にこまるTV
- にこまるワイド
- にこまるinfo